# Європейська Грузія
Європейська Грузія (груз. ევროპული საქართველო) — політична партія у Грузії. Заснована у Тбілісі у травні 1999 року частиною колишніх членів Єдиного національного руху на чолі з Нуґзаром Церетелі. З 2021 року головою партії є Гіга Бокерія. З 2017 до 2021 року партію очолював Давид Бакрадзе.

## Історія
Ця партія отримала місця у парламенті Грузії після парламентських виборів 2016 року, у яких вона брала участь у коаліції з опозиційною партією «Єдиний національний рух».
Після внутрішнього розколу ЄНР, фракція, що від'єдналася, у парламенті перейменувала себе в Європейську Грузію. У нову фракцію увійшов 21 депутат (Давид Бакрадзе, Ґіґі Уґулава, Ґіґа Бокерия, Олена Хоштарія, Сергей Капанадзе).
30 січня були оприлюднені плани перейменувати партію в «Рух за свободу-Європейська Грузія» в ході презентації, яку провів Давид Бакрадзе.
У той же день Ґіґі Уґулава був призначений тимчасовим генеральним секретарем до проведення партійного з'їзду.
На президентських виборах 2018 року кандидат від партії «Європейська Грузія» Давид Бакрадзе з 10,97 % голосів посів третє місце.
У червні 2019 року партія «Європейська Грузія» стала однією з ключових політичних сил, що брали у часть у антиросійських мітингах, висловивши протест проти виступу російського депутата у парламенті.
Згідно з опитуванням, проведеним в листопаді 2019 року, найбільшою довірою серед всіх діючих грузинських політиків користувався лідер партії Давид Бакрадзе, якого 57 % оцінили позитивно та 36 % — негативно.
На парламентських виборах 2020 року партія посіла третє місце із результатом 3.79 % та отримала 5 місць у парламенті.

## Ідеологія
Ідеологія партії дуже схожа на класичний лібералізм Єдиного Національного Руху, причому головна відмінність між ними полягає в їхньому підході до політики. Серед іншого, Європейська Грузія має більше прихильності до змагань, ніж бойкотування виборів. Тимчасовий генеральний секретар Ґіґі Уґулава заявив, що партія має розбіжності з ЄНР через етатизм ЄНР.

## Вибори
| Вибори             | Лідер          | Голоси  | %     | Місця   | +/– | Місце | Уряд |
| ------------------ | -------------- | ------- | ----- | ------- | --- | ----- | ---- |
| Президентські 2018 | Давид Бакрадзе | 174,849 | 10.97 |         |     | 3-е   | Ні   |
| Парламентські 2020 | Давид Бакрадзе | 72 986  | 3.79  | 5 / 150 | ▲ 5 | ▬ 3-е | Ні   |